# Химн на Папуа Нова Гвинея
„O Arise, All You Sons“ е националният химн на Папуа-Нова Гвинея. Автор на текстта и музиката е Томас Шекълди. Химнът е приет с провъзгласяването на независимостта от Австралия на 16 септември 1975 година.

## Текст на български език
На крак, о, синове на тази земя,
Нека възпеем радостта си от свободата,
С божията милост и щастие да бъде
Папуа-Нова Гвинея.
Извикайте нашето име от планините до морето
Папуа-Нова Гвинея;
Нека да обединим нашите гласове и да извикаме
Папуа-Нова Гвинея.
Благодарете на добрия владетел,
за Неговата доброта, Неговата мъдрост и любов
за това, че земята на нашите бащи е свободна,
Папуа-Нова Гвинея.
Извикайте отново, за да чуе света
Папуа-Нова Гвинея;
Ние сме независими и свободни
Папуа-Нова Гвинея.